# Wendell Alexis
Paul Wendell Alexis (* 31. Juli 1964 in Brooklyn, New York City) ist ein ehemaliger US-amerikanischer Basketballspieler, der besonders in Europa sehr erfolgreich war und in Deutschland vor allem für seine Zeit bei Alba Berlin bekannt ist.

## Laufbahn
Alexis, dessen Vater von der Karibikinsel Trinidad stammte, spielte als Jugendlicher Basketball, Baseball und American Football. In einer Basketballmannschaft stand er erst ab einem Alter von 14 Jahren, nämlich an der Christ the King High School in Queens (Bundesstaat New York). Von 1982 bis 1986 studierte er und spielte Basketball an der Syracuse University in der ersten NCAA-Division. Seine beste Saison auf Universitätsebene war das Spieljahr 1985/86, als er im Durchschnitt 15,2 Punkte sowie 7,4 Rebounds pro Partie erzielte. Beim Draft-Verfahren der NBA 1986 wurde er in der dritten Runde an insgesamt 59. Stelle von den Golden State Warriors ausgewählt, spielte aber nie in der NBA.

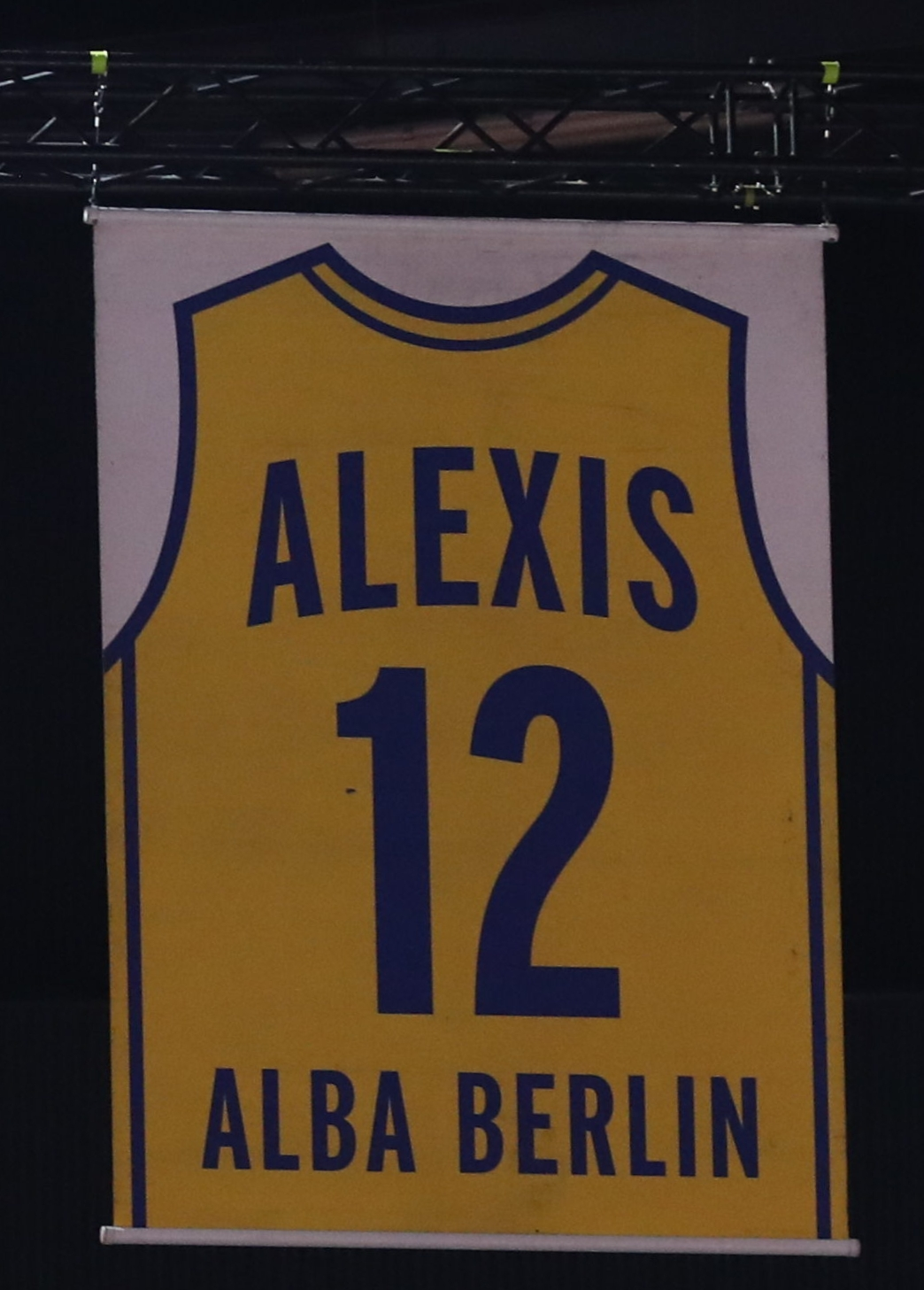
Nachbildung von Alexis’ Trikot unter dem Hallendach der Mercedes-Benz Arena

In seinem ersten Jahr als Berufsbasketballspieler erzielte Alexis für den spanischen Erstligisten Fórum Valladolid im Schnitt 20,5 Punkte je Begegnung und wurde vor dem Spieljahr 1987/88 von Real Madrid verpflichtet. Er kam in der spanischen Liga für Madrid auf 17,7 Punkte je Begegnung, im März 1988 gewann er mit der Mannschaft den europäischen Vereinswettbewerb Korać-Cup: In den beiden Endspielen erzielte Alexis gegen KK Cibona Zagreb um Dražen Petrović 21 beziehungsweise 22 Punkte. Da Real im Sommer 1988 Petrović und Johnny Rogers holte, war aufgrund der Ausländerbeschränkung kein Platz mehr für Alexis.
Er ging zu Enimont Livorno nach Italien. Alexis erreichte mit der Mannschaft 1989 die Endspiele um die italienische Meisterschaft. Im fünften und entscheidenden Spiel der Serie zwischen Livorno und Philips Mailand war Alexis an denkwürdigen Ereignissen beteiligt. Der US-Amerikaner erzielte 33 Punkte in dem Spiel, das er mit Livorno scheinbar gewonnen hatte, als sein Mannschaftskamerad Andrea Forti das 87:86 erzielte. Livornos Mannschaft bejubelte den sicher geglaubten Meisterschaftsgewinn, das Spielfeld wurde von den begeisterten Zuschauern gestürmt. Der übertragende Fernsehsender Rai vermeldete Livorno als neuen Meister. Rund 15 Minuten nach dem Spiel gaben die Schiedsrichter bekannt, dass der von Forti erzielte Korb nach dem Ablauf der Spielzeit stattgefunden habe und dass Mailand und nicht Livorno Meister sei.
Nach weiteren Stationen in Italien stand Alexis 1993/94 bei Maccabi Tel Aviv unter Vertrag. Mit Tel Aviv wurde er israelischer Meister und Pokalsieger. Alexis wurde in die Mannschaft des Jahres der israelischen Liga berufen, nachdem er im Schnitt 22,1 Punkte je Begegnung erzielt hatte.
Über Italien und Frankreich kam Alexis 1996 zu Alba Berlin in die Basketball-Bundesliga. Sechs Mal wurde er mit Alba deutscher Meister und drei Mal Pokalsieger. Bis auf die Saison 1999/2000 war Alexis in all seinen Berliner Bundesliga-Jahren bester Korbschütze der Mannschaft. Seinen höchsten Schnitt erreichte er in der Bundesliga-Spielzeit 1997/98 (18,8 Punkte/Begegnung), in der er mit Berlin auch das Viertelfinale der Europaliga erreichte. Mit 5922 Punkten in 341 Einsätzen setzte er sich in der ewigen Korbjägerliste der Berliner Mannschaft an die Spitze. In der Basketball-Bundesliga erzielte Alexis insgesamt 4169 Punkte. 1998, 2000 und 2002 wurde er als Spieler des Jahres der Basketball-Bundesliga ausgezeichnet. Der Familienvater (drei Kinder) erhielt während seiner Berliner Zeit den Spitznamen Iceman, da er auf dem Spielfeld kaum Gefühlsregungen zeigte und nervenstark wichtige Punkte erzielte. Alexis bevorzugte aber den Spitznamen Schwarzer Schwan, den man ihm in Italien aufgrund seiner Körperhaltung gegeben hatte. Zu seinen Stärken als Basketballspieler zählten Durchsetzungsvermögen in Korbnähe sowie Treffsicherheit beim Distanzwurf. 2002 erhielt er in Berlin keinen Vertrag mehr, was Alexis seinerzeit verärgerte.
Nach einem Jahr in Griechenland kehrte er nach Deutschland zurück und verstärkte den Mitteldeutschen BC (MBC). In der Bundesliga war Alexis mit fast 40 Jahren noch ein Leistungsträger der Mannschaft und erzielte in 22 Einsätzen für den MBC in der Bundesliga im Schnitt 17,9 Punkte. Wegen der Insolvenz der MBC-Betreibergesellschaft verließ er den Bundesligisten im März 2004 vorzeitig, was ihm den Vorwurf einbrachte, die Mannschaft im Stich gelassen zu haben, während Alexis auf die ausbleibende Bezahlung verwies. Alexis verpasste wegen seines vorzeitigen Weggangs das Endspiel im FIBA Europe Cup, das der MBC Ende März 2004 gewann. Zuvor hatte er erheblich zum Erfolg des MBC in dem Europapokalwettbewerb beigetragen.
Im 2015 erschienenen Buch 50 Jahre Basketball-Bundesliga wurde Alexis als „einer der besten Spieler in der Geschichte der Bundesliga. Vielleicht sogar der beste“, bezeichnet. Nach Einschätzung Marco Baldis war Alexis „sicherlich der Spieler, der der ganzen Liga seinen Stempel aufgedrückt hat.“
Am 12. September 2008 wurde Alexis als neuer Assistenztrainer der Austin Toros aus der NBA Development League eingestellt. Zuvor war er Assistenztrainer an der St. Joseph High School in Metuchen (New Jersey), dort betreute er unter anderem Andrew Bynum, der anschließend in die NBA wechselte. Ab August 2005 war Alexis Assistenztrainer am New Jersey Institute of Technology (NJIT) in der Hochschulliga NCAA. Am NJIT war er in der Saison 2007/08 ab November 2007 Interimstrainer, nachdem Cheftrainer Jim Casciano die Mannschaft aus gesundheitlichen hatte verlassen müssen.
Später arbeitete er in der Verwaltung eines Krankenhauses. Sein Sohn Anell wurde ebenfalls Basketballprofi, unter anderem in Deutschland.

## Erfolge
- internationale Erfolge
  - Korać-Cup-Sieger (1988) mit Real Madrid
  - Euroleague-All-Star (1997, 1998) mit Alba Berlin
  - WM-Bronze (1998) mit den Vereinigten Staaten[29]
  - Sieger der FIBA EuroCup Challenge (2004) mit Mitteldeutscher BC[30]

- nationale Erfolge
  - Spanischer Vize-Meister (1988) mit Real Madrid
  - Italienischer Vize-Meister (1989) mit Enichem Livorno
  - Israelischer Meister (1994) mit Maccabi Tel Aviv
  - Israelischer Pokalsieger (1994) mit Maccabi Tel Aviv
  - Deutscher Meister (1997, 1998, 1999, 2000, 2001, 2002) mit Alba Berlin
  - Deutscher Pokalsieger (1997, 1999, 2002) mit Alba Berlin

- individuelle Auszeichnungen
  - MVP der Lega Basket Serie A (1995) mit Pfizer Reggio Calabria
  - Spieler des Jahres der Basketball-Bundesliga (1997, 1998, 2000, 2002) mit Alba Berlin
  - All-Star Game MVP der Basketball-Bundesliga (1998) mit Alba Berlin
  - Spieler mit den meisten erzielten Punkten bei Alba Berlin (5.922 Punkte in 341 Spielen)[31]